# Perruche à bec de sang
Tanygnathus megalorynchos
Espèce
Statut de conservation UICN

 LC  : Préoccupation mineure
Statut CITES
Le Perroquet à bec de sang (Tanygnathus megalorynchos) est une espèce d'oiseau appartenant à la famille des Psittaculidae. Elle n'est présente qu'en Indonésie et au Timor oriental, et peut-être parfois aux Philippines.

## Répartition et sous-espèces
Selon la classification de référence du Congrès ornithologique international (15.1, 2025) il se répartit en cinq sous-espèces :
- T. m. megalorynchos (Boddaert, 1783) — des îles au sud-est de Célèbes aux îles Raja Ampat ;
- T. m. affinis Wallace, 1863 — sud des Moluques ;
- T. m. sumbensis Meyer, 1881 — Sumba ;
- T. m. hellmayri Mayr, 1944 — Rote, Semau et sud-ouest de Timor ;
- T. m. subaffinis Sclater, 1883 — îles Babar et Tanimbar.